# Apostolepis coronata
Apostolepis coronata là một loài rắn trong họ Colubridae. Loài này được Sauvage mô tả khoa học đầu tiên năm 1877.